# Aiyim Abdildina
Aiyim Abdildina—Айым Абдильдинаen kazakh— (Província d'Akmolà, 23 de desembre de 1989) és una lluitadora kazakh de lluita lliure que competí en quatre campionats mundials, i es classificà en cinquena posició el 2010. Va guanyar la medalla de bronze als Jocs Asiàtics de 2010; setena posició en 2014. Va aconseguir sis medalles en Campionats Asiàtics, de plata en 2016 i de bronze en 2009, 2011, 2012, 2014 i 2015. Va representar el seu país dues vegades a la Copa del Món, en 2011 classificant-se en la novena posició, i aconseguint l'onzè lloc en 2012.